# Paolo Gaifami
Paolo Gaifami (Como, 16 giugno 1883 – Roma, 14 marzo 1944) è stato un medico professore universitario e ostetrico italiano.

## Biografia
Figlio di Carlo e di Teresa Fontana, studiò a Venezia, poi si iscrisse alla facoltà di Medicina e Chirurgia dell'Università di Padova, dove fu interno all'Istituto di Anatomia Patologica, diretto da A. Bonome. Si laureò nel 1907. Sposò Barbara Rossi e non ebbe figli.

### Assistente
Assistente volontario nella Clinica universitaria Ostetrica e Ginecologica di Roma, diretta dal 1905 da Ernesto Pestalozza, fu nominato assistente di ruolo il 16 novembre 1910 e conseguì la libera docenza in Clinica Ostetrica e Ginecologica a giugno 1914.
Durante la prima guerra mondiale lavorò all'ospedale di tappa di Tarcento poi, fino al 1918, all'Ospedale militare di Bologna, con il grado di capitano.

### La cattedra
Tornato alla Clinica Ostetrico-Ginecologica dell'Università di Roma, nel 1923 fu chiamato alla cattedra Ostetrico-Ginecologica dell'Università di Sassari, nel 1924 passò a Siena e nel 1925 alla neonata Università di Bari.
Nel 1925 fondò la Società pugliese di ostetricia e ginecologia; nel 1927 creò una guardia ostetrica, per un efficace pronto soccorso domiciliare. Nel 1930 istituì un Albergo materno, con 24 posti letto, per le gravide non sposate e un ambulatorio per gravide e per puerpere tubercolose, dotato di un reparto autonomo di degenza. Dal 1924 diresse la rivista La Clinica ostetrica, su cui pubblicò resoconti della Società pugliese di Ostetricia e Ginecologia.

### Musei didattici universitari
I musei dell’Università di Bari nascevano nel 1924, per conservare strumentazione scientifica, raccolta a scopo didattico. Essi facevano parte delle dotazioni degli Istituti e con i laboratori scientifici condividevano spazi e arredi. In questi musei gli studenti trovavano mezzi tecnici per integrare gli insegnamenti orali. Del museo dell'Università di Bari così parla Gaifami: «Il Museo non ha ancora trovata una sistemazione edilizia conveniente, ma intanto si è venuto arricchendo sia per la parte ginecologica che per quella ostetrica e costituisce già oggi una collezione interessante ed importante; vi figura pure la patologia del feto e del neonato, avendo io fatto seguitare anche qui la pratica delle sistematiche autopsie da me già iniziate dal 1908 a Roma.»

### Ultimi anni
Nel marzo del 1932, insieme a Pestalozza ed a E. Alfieri, Gaifami rappresentò a Roma l'ostetricia italiana, nella riunione dei clinici, voluta dal commissario dell'Opera Nazionale Maternità e Infanzia (O.N.M.I.), allo scopo di tutelare le scuole ostetriche attive e ottenere il ripristino delle scuole di Vercelli e Arezzo soppresse e l'apertura di una nuova scuola a Foggia.
Gaifami dal 1935 fu successore di Pestalozza alla cattedra di Clinica Ostetrico-Ginecologica dell'Università di Roma. Fu autore studi sull'anatomia e sull'istologia normale e patologica del feto, della placenta e dei tumori; di studi sulle displasie e sulla tubercolosi dei genitali femminili. Perfezionò la chirurgia per il trattamento di anomalie uterine e per primo realizzò il taglio cesareo sul segmento inferiore.
Membro del Consiglio Superiore di Sanità e del Consiglio Nazionale delle Ricerche, ispettore dell'Opera Nazionale Maternità e Infanzia, fu presidente della Società Italiana di Ostetricia e Ginecologia, dal 9 gennaio 1936 al 3 marzo 1939 e dal 21 novembre 1942 fino alla morte, che lo colse improvvisamente. Fu vicepresidente della Lega per la lotta contro i tumori maligni. Al XXVI congresso della Società Italiana di Ostetricia e Ginecologia, del dicembre 1927, presentò lo studio Il distacco prematuro della placenta normalmente inserta. Fu inoltre vicepresidente della Lega per la lotta contro i tumori maligni.
Morì a Roma, sotto un bombardamento aereo, mentre si trovava nella sua Clinica, vicina all'Università. Suo successore fu l'ostetrico Roberto Bompiani, un altro allievo di Pestalozza.

### Pubblicazioni
Tra i suoi studi, da segnalare quelli di anatomia patologica del feto, di istologia placentare, di istologia sul cancro dell'utero, sul corionepitelioma, sui tumori dell'utero e dell'ovaio.
Autore di 300 pubblicazioni scientifiche, tra cui:
- Tumori maligni della vulva e della vagina, in: Tumori maligni, a cura di G. Vernoni, Milano 1933, pp. 222–232.
- Prontuario di terapia ostetrica. Vademecum per il medico pratico, Roma, 1924.
- Elementi di ginecologia. Avviamento alla diagnosi ginecologica e schemi di terapia per medici pratici e studenti, Roma, 1927.
- Conversazioni e lezioni ostetrico-ginecologiche ad uso dei medici pratici (con prefazione di Ernesto Pestalozza), Roma, 1933.
- Le annessiti, in: Trattato di ginecologia, diretto da I. Clivio, I, Milano, 1938, pp. 681–756.
- Patologia ginecologica, in: Trattato di patologia chirurgica per medici e studenti, a cura di D. Taddei, V, Milano, 1938, pp. 1–290.

### In Memoriam
All'ingresso dell'Aula Magna della Clinica Ostetrica e Ginecologica del Policlinico Umberto I c'è il busto di bronzo di Paolo Gaifami, su un piedistallo di marmo che porta incise  queste parole:
PAULS GAIFAMI

GYNAECOLOGUS

CLARISSIMUS

QUA MENTIS ACIE

ARTEM PARITER

DOCTRINAMQUE

AD SUMMA

FASTIGIA EVEXIT

EADEM VIRTUTIS

PRAESTANTIA

EGREGIAE

HUMANITATIS